# Юсуф Болат
Юсу́ф Бола́т (крим. Yusuf Bolat; *16 березня 1909, Алушта — †1986, Ташкент) — кримськотатарський письменник, драматург та публіцист. 
Навчався в Ялтинському педагогічному технікумі та Кримському педагогічному інституті.
В міжвоєнний період в Кримському державному татарському драматичному театрі ставили сім п'єс Болата. В 1939—1941 роках він працював редактором журналу «Советская литература», 1941 року — заступником редактора газети «Къызыл Къырым», 1942 року — відповідальним редактором кримськотатарських радіопередач в радіокомітеті в Москві. 
1944 року Юсуфа Болата депортуваали в Узбекистан, де він працював учителем, а згодом журналістом. У 1961—1984 роках був редактором газети «Ленин байрагъы». Отримав звання заслуженого діяча культури Узбекистана.
Помер 1986 року в Ташкенті.
Юсуф Болат був дядьком Шаміля Алядіна.

## Творчість
Деякі твори:
- «Коли дзвеніли дзвони» («Çañlar qaqılğanda»)
- «Хочу жити» («Yaşamaq isteyim»)
- «Остання ніч» («Soñki gece»)
- «Алім» («Alim»)
- «Дівчина Арзи» («Arzı qız»)
- «Весілля триває» («Toy devam ete»)
- «Чисті серця» («Saf Yürekler»)
- «Аніфе» («Anife»)

## Видання творів
- Алім : Роман / Юсуф Болат; пер. Таміла Сеітяг'яєва. - Київ : Майстер книг, 2019. - 180 с. - (Кримськотатарська проза українською). - ISBN 9786177652099
- І народився день : збірка / Ісмаїл Гаспринський, Номан Челебіджіхан, Осман Акчокракли, Асан Сабрі Айвазов, Дженгіз Дагджи, Юсуф Болат, Шаміль Алядін, Уріє Едемова, Шевкет Рамазанов, Ервін Умеров, Таїр Халілов; пер. Майє Абдулганієва, Надія Гончаренко, Диляра Абібулаєва, Віктор Гуменюк, Данило Кононенко, Петро Коробчук, Шахсніє Дегерменджи, Таміла Сеітяг'яєва, Володимир Даниленко, Лідія Любимова. - Київ : Майстер книг, 2018. - 360 с. - (Кримськотатарська проза українською). - ISBN 9786177652013[1].